# Am Markt 9 (Korschenbroich)

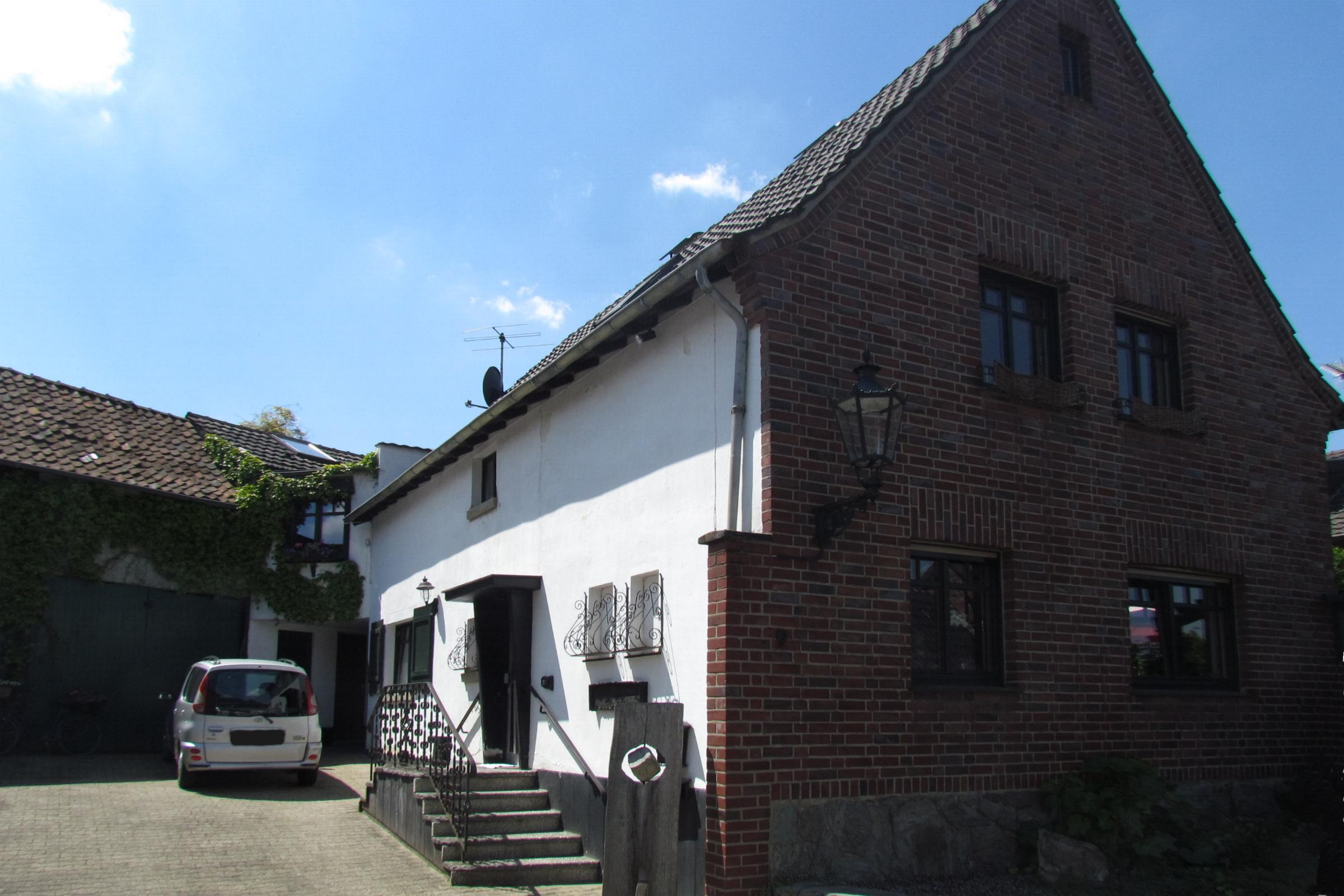
Wohnhaus

Das Wohnhaus  Am Markt 9 steht im Stadtteil Liedberg in Korschenbroich  im Rhein-Kreis Neuss in Nordrhein-Westfalen.
Das Gebäude wurde im 18. Jahrhundert erbaut und unter Nr. 118 am 4. Juni 1987 in die Liste der Baudenkmäler in Korschenbroich eingetragen.

## Architektur
Bei dem Denkmal handelt es sich um das ehemalige kurfürstliche Försterhaus aus dem 18. Jahrhundert. Das Haus ist zweigeschossig und besteht teilweise aus Fachwerk, ist jedoch stark verändert worden. In der Hofseite sind nur noch das Tor und die rückwärtige Wand des alten Bauwerkes erhalten. Das Gebäude „Am Markt 9“ stellt als Bestandteil des denkmalwerten Ensembles des alten historischen Marktes ein Denkmal dar. Liedberg und insbesondere auch der alte noch vorhandene Markt haben für die Stadtgeschichte von Korschenbroich heimatgeschichtliche Bedeutung.